# Opel Kadett E
Az Opel Kadett E (az Egyesült Királyságban Vauxhall Astra Mark 2) 1984-ben került bevezetésre és 1991-ig maradt a piacon. 1985-ben az Év Autója lett 326 ponttal, megelőzve a Renault 25-öt (261 pont) és a Lancia Themát (191 pont).

## Története
Készült belőle három, négy-, és ötajtós, illetve kombi három és öt ajtóval, sőt, 1987-ben megjelent a Bertone által tervezett cabrio is. Motorok terén a legkisebb teljesítményű az 1200 köbcentiméteres volt, 55 lóerővel. Ez a motor megegyezett azzal, amit már a B Kadettekbe is beépítettek (alulvezérelt, felülszelepelt "vasmotor") csak 1,1 helyett 1,2 literes kiadásban. A motor a beépítés módjától eltekintve egy az egyben ugyanaz volt mint a C kadett 1.2-es motorja. Még 1990-ben is készült E Kadett ilyen motorral. E mellett  volt 1,3-as OHC 60, majd 75 lóerővel, készült egyhatos 82, 90, katalizátorral 75 lóerősen, és 100 lovas egynyolcas. Teljesítményben a csúcs a 2000 cm³-s, 150 LE-s GSi volt. Dízelfronton 1.6 és 1.7 lökettérfogatú erőforrások álltak rendelkezésre, nem teljesítményre kihegyezve. Minden változat kedvenccé válhatott nálunk, egyszerű és elég tartós szerkezete, olcsó fenntarthatósága, tágassága miatt.

## Karosszéria
Az 1984. augusztusi piacra dobáskor kapható volt 3 és 5 ajtós kivitelben a csapott hátú is és a kombi (Az Opel a kombit „Caravan”-ként említi) is. A kombit kisteherautós verzióban is lehetett rendelni, vagyis nem voltak oldalablakai és hátsó ülései, hanem raktérré alakították.
1985 szeptemberétől, röviddel az IAA-n való bemutatás után kapható volt a 4 ajtós szedán.
A Kadett E volt az alapja az Opel Combo-nak, melyet 1986 januárjától 1994 júliusáig gyártottak. A Combo a kombihoz képest magasított tetővel, laprugóval és a két oldalra nyíló csomagtartó ajtóval egy jobban pakolható kisteherautó volt.
1987 májusában utolsó modell variációként a cabriot dobták piacra, melyet Bertone fejlesztett ki és gyártott le. A „Windei” becenevet kapta, mivel olyan jó volt a vonalvezetése és légellenállása.

## Ráncfelvarrás
1989 februárjában kapott egy facelift-et (arculatfrissítés), mely kívülről a hűtőrácson volt látható.
1991 Júliusában állították le a Kadett E gyártását és egyben indították el az Astra gyártását, mint utódmodellt. Egyedül a cabriot gyártották még 1993 májusáig, míg azt is az Astra cabrioja váltotta le.

### Benzin motorok
| Modell                                                               | Henger                      | Motorkód                    | Lökettérfogat (cm³)         | Max. Teljesítmény           | Gyártási idő                | Megjegyzés                            |                             |                             |                             |
| Alulvezérelt felülszelepelt                                          | Alulvezérelt felülszelepelt | Alulvezérelt felülszelepelt | Alulvezérelt felülszelepelt | Alulvezérelt felülszelepelt | Alulvezérelt felülszelepelt | Alulvezérelt felülszelepelt           | Alulvezérelt felülszelepelt | Alulvezérelt felülszelepelt | Alulvezérelt felülszelepelt |
| -------------------------------------------------------------------- | --------------------------- | --------------------------- | --------------------------- | --------------------------- | --------------------------- | ------------------------------------- | --------------------------- | --------------------------- | --------------------------- |
| 1.2S                                                                 | 4                           | 12SC                        | 1196                        | 40 kW (54 LE)               | 1984. 09–1991. 08           |                                       |                             |                             |                             |
| Alulvezérelt felülszelepelt                                          |                             |                             |                             |                             |                             |                                       |                             |                             |                             |
| 1.2S                                                                 | 4                           | 12ST                        | 1196                        | 40 kW (54 LE)               | 1984.08.–1986.08.           |                                       |                             |                             |                             |
| 1.3                                                                  | 4                           | 13N                         | 1297                        | 44 kW (60 LE)               | 1984.08.–1991.07.           |                                       |                             |                             |                             |
| 1.3                                                                  | 4                           | 13NB                        | 1297                        | 44 kW (60 LE)               | 1984.08.–1991.07.           | Euronorm                              |                             |                             |                             |
| 1.3i                                                                 | 4                           | C13N                        | 1297                        | 44 kW (60 LE)               | 1985.09.-1991.07.           | Katalizátorral                        |                             |                             |                             |
| 1.3S                                                                 | 4                           | 13S/13SC                    | 1297                        | 55 kW (75 LE)               | 1984.08.–1993.05.           |                                       |                             |                             |                             |
| 1.4i                                                                 | 4                           | C14NZ                       | 1389                        | 44 kW (60 LE)               | 1990.01.–1991.07.           | Katalizátorral                        |                             |                             |                             |
| 1.4S                                                                 | 4                           | 14NV                        | 1389                        | 55 kW (75 LE)               | 1990.01.–1993.05.           | Euronorm                              |                             |                             |                             |
| 1.4S                                                                 | 4                           | C14SE                       | 1389                        | 60 kW (82 LE)               | 1989.09.–1991.07.           |                                       |                             |                             |                             |
| 1.6i                                                                 | 4                           | C16LZ                       | 1598                        | 55 kW (75 LE)               | 1986.09.–1991.07.           | Katalizátorral                        |                             |                             |                             |
| 1.6i                                                                 | 4                           | C16NZ                       | 1598                        | 55 kW (75 LE)               | 1986.09.–1991.07.           | Katalizátorral                        |                             |                             |                             |
| 1.6i                                                                 | 4                           | E16NZ                       | 1598                        | 55 kW (75 LE)               | 1986.09.–1993.05.           | Katalizátorral                        |                             |                             |                             |
| 1.6S                                                                 | 4                           | 16SV                        | 1598                        | 60 kW (82 LE)               | 1986.09.–1993.05.           |                                       |                             |                             |                             |
| Felülvezérelt felülszelepelt- Bigblock-motorok                       |                             |                             |                             |                             |                             |                                       |                             |                             |                             |
| 1.6S                                                                 | 4                           | 16SH                        | 1598                        | 66 kW (90 LE)               | 1984.08.–1986.08.           |                                       |                             |                             |                             |
| 1.8S                                                                 | 4                           | E18NV/S18NV                 | 1796                        | 62 kW (84 LE)               | 1987.09.–1991.07.           | Euronorm                              |                             |                             |                             |
| 1.8i                                                                 | 4                           | C18NZ                       | 1796                        | 66 kW (90 LE)               | 1990.06.–1991.07.           | Katalizátorral                        |                             |                             |                             |
| 1.8i                                                                 | 4                           | C18NE                       | 1796                        | 74 kW (100 LE)              | 1985.06.–1991.07.           | Katalizátorral                        |                             |                             |                             |
| 1.8i                                                                 | 4                           | 18SE                        | 1796                        | 82 kW (112 LE)              | 1986.09.–1991.08.           | Katalizátor nélkül, Exportra          |                             |                             |                             |
| 1.8i GSi                                                             | 4                           | 18E                         | 1796                        | 85 kW (116 LE)              | 1984.08.–1986.08.           | GSi, Katalizátor nélkül               |                             |                             |                             |
| 2.0i                                                                 | 4                           | 20NE                        | 1998                        | 85 kW (116 LE)              | 1986.09.–1993.05.           | Katalizátor nélkül                    |                             |                             |                             |
| 2.0i GSi                                                             | 4                           | C20NE                       | 1998                        | 85 kW (116 LE)              | 1986.09.–1993.05.           | Katalizátorral                        |                             |                             |                             |
| 2.0i                                                                 | 4                           | 20SEH                       | 1998                        | 95 kW (129 LE)              | 1986.09.–1991.07.           | Katalizátor nélkül                    |                             |                             |                             |
| két vezérműtengelyes - Felülvezérelt felülszelepelt-Bigblock-Motorok |                             |                             |                             |                             |                             |                                       |                             |                             |                             |
| 2.0i GSi 16V                                                         | 4                           | C20XE                       | 1998                        | 110 kW (150 LE)             | 1988.03.–1992.05.           | GSi 16V, Katalizátorral               |                             |                             |                             |
| 2.0i 16V                                                             | 4                           | 20XE                        | 1998                        | 115 kW (156 LE)             | 1987.12.–1992.05.           | GSi 16V, Katalizátor nélkül, Exportra |                             |                             |                             |

### Diesel motorok
| 1.5 TD | 4 | 15DTR (TC4EC1) | 1488 | 53 kW (72 LE) | 1988.07.–1991.07. | a motort az Isuzu fejlesztette ki (Töltőlevegőhűtővel) |
| 1.6 D  | 4 | 16D            | 1598 | 40 kW (54 LE) | 1984.08.–1989.01. |                                                        |
| 1.6 D  | 4 | 16DA           | 1598 | 40 kW (54 LE) | 1986.01.–1989.12. |                                                        |
| 1.7 D  | 4 | 17D (4EE1)     | 1700 | 42 kW (57 LE) | 1989.02.–1991.07. |                                                        |
| 1.7 TD | 4 | 17DT (TC4EE1)  | 1686 | 60 kW (82 LE) | 1986.09.–1991.07. | a motort az Isuzu fejlesztette ki (Töltőlevegőhűtővel) |

## Futómű/váltó
A Kadett E a Kadett D futóművét kapta meg kisebb módosításokkal. Független felfüggesztésű, vagyis elöl alsó lengőkaros MacPherson - lengéscsillapító van, hátul pedig torzítós tengely található. Manuális váltóból volt 4 és 5 sebességes, automata váltóból 3 sebességes (THM 125-ös típusú) volt kapható, melyet az anyavállalat General Motors gyártott.

## Modell variációk és gyártási időtartamuk
Először csak 6 alap kivitelben volt kapható:
LS (1984-1991)
GL (1984-1990)
GT (1984-1990)
GLS (1984-1989)
GSi (1984-1991)
Cabrio (1987-1993)
Szolgáltatás csomag: napi kilométer számláló, Quarzóra, szivargyújtó, csomagtartó világítás, kesztyűtartó világítás, hátsó ablaktörlő sebesség állítóval; 4 ajtós kivitelben: jobb oldali külső tükör, más kerékméret. 1988-tól ezek mind szériatartozékok lettek. 
Az 1989-es facelift után a modellvariációkat újabbra cserélték

### Cabrió változatok és gyártási időtartamuk
Limited edition - 1988
Edition – 1990 közepétől
Edition Fun - 1993
Edition Elegance - 1993
Special Edition - 1992
Edition Sportive - 1993

### Németországon kívülre gyártott verziók
Arizona – 1996 (Svájc, ismeretlen modell)
Silver – 1987 (Franciaország, csak ezüst színben volt kapható)
White – 1987 (Franciaország)
Florida – 1988 (Svájc, hasonló, mint a német „Snow” modell)
Calypso - 1988 (Franciaország, extramodell, nem hivatalosan 200db-os limit, csak monacokékben)
Exclusive – 1990 (Franciaország)
Dream – 1990 (Belgium, ugyan az, mint a német Dream)
Hot – 1990 (Svájc, GSi alapú, hasonló, mint a német Champion ködfényszóró nélkül, csak 3 ajtós kivitel)
Sprint – 1991 (Francia ország, hasonló, mint a német Frisco)
Expression – 1991 (Hollandia)
Rivera – 1992 (Franciaország, hasonló, mint a német Carbio Special Edition)
Sporty – 1992 (Belgium, ismeretlen részletek)
Monte Carlo – 1993 (Franciaország, hasonló, mint a német Carbio Special Edition)
Essence - ???? (Franciaország, ismeretlen modell)
Ultima - ???? (Franciaország, ismeretlen modell)
Club - ???? 
Frisco - ???? (Svájc, hasonló, mint a német Club special, valószínűleg Caravan)

### Speciális átalakítások
Caravan: ültetett futómű, 
Irmscher Junior Line
Irmscher GS

## Kadett E 1.2 OHV
A 12SC motorkódú Kadett e gépjármű hazánkban elég ritka, 1984-1986 közt gyártott.
Az alul vezérelt,felül szelepelt motor már a régebbi Kadettekben megjelent ám az E Kadettben egy kicsit variált motor került, különálló hűtőventilátora van, weber karburátorral szerelt motor.
Adatok:
- 1196ccm
- 55 Le (5400 rpm)
- 85Nm (3400 rpm)
- Gyújtás sorrend: 1-3-4-2
- Olaj kapacitás: 2,75 liter
- Lánc összeköttetés a főtengely és a vezérműtengely közt
- 8 szelepes

## Kadett E GSi
Az Opel Kadett E GSi csak ferde hátú kivitelben volt kapható és 1990-től Cabrió kivitelben is. Kezdetben 2 féle motorválaszték volt csak. Az 1.8-as benzines 74 kW-os (100LE) és 85 kW-os (115LE) teljesítményű. 1986-tól csak a 2 literes motorral volt csak kapható. Ezzel a motorral a többi modell csak később volt rendelhető.
A Kadett E GSi  gázos lengéscsillapítóval volt felszerelve. Szemben a többi modellel feszesebb rugózású és kb. 15mm-rel alacsonyabb volt. A Kadett E GSi motorjai olajhűtésesek voltak hőszabályzóval. Extraként kérni lehet ABS-t (blokkolásgátlót) és szervokormányt. A szervokormány nélküliek kormánytompítóval voltak ellátva. Az első kerekek fékei belsőszellőzésű tárcsafékkel voltak szerelve.
Megnagyobbított lökhárítókat, műanyag betétes oldalküszöböket és vékonyabb oldalsó végműanyagokat kapott. A motorháztetőbe levegőzést elősegítő réseket vágtak. A hátsó lökhárítóba integrálták a hátsó ködlámpákat, így két tolatólámpával tudták felszerelni. A hátsó szélterelő miatt a hátsó ablaktörlő lapátot az üvegbe integrálták. Az Opel embléma a motorháztetőn van. A csomagtartó ajtón is van Opel embléma, de csak fóliából.
Extraként rendelhető volt, elektromos ablakemelő, elektromos és befordítható külső tükrök. Fedélzeti számítógép is rendelhető volt, mely mutatta a pillanatnyi fogyasztást, hány km-tert lehet még megtenni a következő tankolásig, átlagfogyasztás, átlagsebesség, stopper és órát.
A belsejét tekintve a következők voltak eltérőek a normál Kadett E-hez képest: sportülések, LCD kijelző, 3 küllős kormány GSi emblémával, Check-Controll-System-mel, eltérő szövetmintájú ülések, olvasólámpák. Extra kérésre bőröléseket is lehetett kérni.
Érdekesség még a 3 ajtós kivitelben, hogy a légellenállási együttható csak 0,30, mely akkoriban rekordnak számított (Golf II GTI: 0,37). Ez arra bizonyíték, hogy a hátsó légterelő nem csak dísz.

## Kadett E GSi 16V
1988 elején jelent meg és ez volt az első olyan szériagyártású Opel, mely hengerenként 4 szeleppel volt szerelve.  A motor különlegessége (belső kód: C20XE a szabályozott katalizátorral) a hengerfej volt, melyet az Angol Cosworth-tal közösen fejlesztettek ki. További különlegesség a rekeszes-gyűjtőcső és a kopogás érzékelő. A C20NE-hez képest a szívócsövet is komplikáltabbra tervezték.
Az autót több ponton is a motor teljesítményéhez igazítottak, pl.: a hátsó kerekeknél dobfék helyett tárcsaféket alkalmaztak. Ezen felül erősebb stabilizátort kapott. Az első kerék és az „A” oszlop közötti rész meg lett erősítve. Módosításokat végeztek a futómű és a kormányzás között. Az 5 sebességes manuális váltót a motor teljesítményéhez optimalizálták. Akkori időhöz képest nagyon jó volt a légellenállása. Kívülről a 16 szelepes a sima GSi-től annyiban különbözik, hogy a 16V felirat rajta van az autó elején és hátulján. Egyebek mellett négyszög alakú dupla kipufogóval rendelkezett.
Az autó belsejében is végeztek kisebb módosításokat. Ilyen például a bőrrel borított váltógomb, a 16V embléma kormányon.
A GSi Champion Speciális modell-t, mely kapható volt mind a 2L-es 8 szelepes (C20NE), mind pedig a 2L-es 16 szelepes (C20XE) motorral, csak 1990 szeptemberétől volt kapható. Extraként kérni lehetett bőrüléseket, melyet a  Recaro gyártott, belső bőrborítású ajtókat, mely angol Connolly-bőrrel volt díszítve.  Ezek az extrák nem csak a 3 ajtós kivitelnek voltak tervezve, hanem az 5 ajtósnak is, de ahhoz nem nagyon rendelték meg a magas ára miatt. Az 5 ajtós ára bőrkivitelben 1200 Márkával drágább volt, mint a 3 ajtós ára.
Szériatartozék volt a 15”-os könnyűfém felni, kereszt küllős design-nal (185/55 R15 gumikkal.)

## C20NE motor tulajdonságai
- Motortérbe beépítve: keresztben
- Hengerek száma: 4
- Vezérlés: SOHC, ékszíj
- Szelepek száma: 8
- Lökettérfogat: 1998 cm³
- Teljesítmény: 85 kW/115 LE 5400-as fordulaton
- Nyomaték: 170 Nm /3000-es fordulaton
- Kompresszió: 9,2:1
- Kipufogó: szabályozott katalizátorral

## C20XE motor tulajdonságai
- Motortérbe beépítve: keresztben
- Hengerek száma: 4
- Vezérlés: DOHC, ékszíj
- Szelepek száma: 16
- Lökettérfogat: 1998 cm³
- Teljesítmény: 110 kW/150 LE 6000-es fordulaton
- Nyomaték: 196 Nm 4800-as fordulaton
- Kompresszió: 10,5:1
- Kipufogó: szabályozott katalizátorral

## Menetteljesítmény
GSi 16V: 
Gyorsulás: 8mp 0–100 km/h
Végsebesség: 217 km/h 
A hátsó tengelyen dobfék helyett tárcsaféket kapott.

## Konkurens modellek
Golf II GTI 16V 129LE

## Külső hivatkozások
- Classic Opel Parts database
- private Kadett C Homepage
- Opel Kadett C club - Belgium Holland Homepage